# Biritiba Mirim
Biritiba Mirim is een gemeente in de Braziliaanse deelstaat São Paulo. De gemeente telt 29.650 inwoners (schatting 2009).